# PLANETS - 30th Anniversary 12 Songs -
『PLANETS - 30th Anniversary 12 Songs -』（プラネッツ サーティース・アニバーサリー・トゥエルブ・ソングズ）は、西城秀樹のセルフカバー・アルバム。2001年6月27日にポリドールから発売された。

## 内容
- 西城秀樹がデビュー30周年という節目に、ファンの応募投票によって選ばれた上位10曲のシングルをリメイクした、『LIFE WORK』以来のセルフカバー・アルバムである。
- 曲のアレンジは、明石昌夫が1～10を担当。ライナーノーツより。
- ディズニー映画『ラマになった王様』主題歌『ラッキー・ムーチョ』が最後に収録されている。
- 2013年3月6日にも再発売された[1]。

## 収録曲
1. 恋する季節
作詞：麻生たかし　作曲：筒美京平　編曲：高田弘
2. 情熱の嵐
作詞: たかたかし　作曲: 鈴木邦彦　編曲: 馬飼野康二
3. ちぎれた愛
作詞: 安井かずみ　作曲・編曲: 馬飼野康二
4. 傷だらけのローラ
作詞: さいとう大三　作曲・編曲: 馬飼野康二
5. 若き獅子たち
作詞: 阿久悠　作曲・編曲: 三木たかし
6. ラストシーン
作詞: 阿久悠　作曲・編曲: 三木たかし
7. ブルースカイ ブルー
作詞: 阿久悠　作曲・編曲: 馬飼野康二
8. YOUNG MAN (Y.M.C.A.)
作詞: V.Willis・H.Belolo　日本語詞: あまがいりゅうじ　作曲: J.Morali　編曲: 大谷和夫
9. 勇気があれば
作詞: 山川啓介　作曲: 筒美京平　編曲: 萩田光雄
10. ギャランドゥ
作詞・作曲：もんたよしのり　編曲：大谷和夫
11. 時のきざはし（リマスタリング）
作詞・作曲：Я・K 編曲：大島ミチル
12. ラッキー・ムーチョ
作詞：Sting　訳詞：有森聡美　作曲：Sting & David Hartley　編曲：David Hartley